# Jean-Jacques Nattiez
Jean-Jacques Nattiez (Amiens, 30 dicembre 1945) è un musicologo ed etnomusicologo francese.

## Biografia
Jean-Jacques Nattiez ha studiato semiologia con Georges Mounin e Jean Molino e ha conseguito il dottorato in semiologia musicale con Nicolas Ruwet. Insegna presso l'Università di Montréal dal 1970.
Noto studioso degli scritti del compositore e direttore d'orchestra Pierre Boulez, ha diretto l'Enciclopedia della musica per Einaudi.

## Pubblicazioni
- Fondements d'une sémiologie de la musique, Paris, Union générale d'éditions, 1975.
- Tetralogies - Wagner, Boulez, Chereau: essai sur l'infidelité, Paris, Christian Bourgois, 1983.
- Il discorso musicale. Per una semiologia della musica, ed. it. a cura di Rossana Dalmonte, Torino, Einaudi, 1987 ISBN 88-06-59344-7.
- Musicologia generale e semiologia (1987), ed. it. a cura di Rossana Dalmonte, trad. it. Francesca Magnani, Torino, EDT, 1989 ISBN 88-7063-062-5.
- Dalla semiologia alla musica (1988), trad. it. Roberta Ferrara, Palermo, Sellerio, 1990.
- Proust musicista (1984), trad. it. Roberta Ferrara, Palermo, Sellerio, 1992.
- Wagner androgino. Saggio sull'interpretazione (1990), trad. it. Linda Cottino e Claudio Mussolini, Torino, Einaudi, 1997.
- Pierre Boulez e John Cage, Corrispondenza e documenti (a cura di) (1991), ed. it. a cura di W. Edwin Rosasco, Milano, Archinto, 2006 ISBN 88-7768-445-3.
- Enciclopedia della musica (a cura di), con la collaborazione di Margaret Bent, Rossana Dalmonte e Mario Baroni, Torino, Einaudi, 2001-2005: vol. 1: Il Novecento ISBN 88-06-15840-6 vol. 2: Il sapere musicale ISBN 88-06-15850-3 col. 3 Musica e culture ISBN 88-06-15851-1 vol. 4 Storia della musica Europea ISBN 88-06-15852-X vol. 5 L'unità della musica ISBN 88-06-15942-9.
- Il combattimento di Crono e Orfeo. Saggi di semiologia musicale applicata, trad. Francesca Magnani, Torino, Einaudi, 2004 ISBN 88-06-14701-3.
- Opera, Milano, Bollati Boringhieri, 2010 ISBN 978-88-339-2021-4; ed. or. Opéra, Montréal, Leméac, 1997 ISBN 978-2-7609-3190-9.
- Lévi-Strauss musicista. Musica e mitologia, trad. it. Alessandro Di Profio, Milano, Il Saggiatore, 2010.

## Premi
- Killam Prize del Canada Council for the Arts (2004)